# (2437) Amnestia
(2437) Amnestia – planetoida z pasa głównego asteroid okrążająca Słońce w ciągu 3 lat i 88 dni w średniej odległości 2,19 au. Została odkryta 14 września 1942 roku w obserwatorium w Turku przez Marję Väisälä. Nazwa planetoidy pochodzi od Amnesty International, międzynarodowej organizacji broniącej praw człowieka. Przed nadaniem nazwy planetoida nosiła oznaczenie tymczasowe (2437) 1942 RZ.